# クマン人
クマン人（Cumans、現地名：PolovtsiansまたはPolovtsy）は、クマン・キプチャク連合の西部支部を構成したテュルク系民族である。人種としてはコーカソイドをベースにモンゴロイドの遺伝子も濃厚に混じっている。

## 概要
ペチェネグ人に近縁で、黒海の北、クマニアとして知られるヴォルガ川沿いの変化する地域に住み、そこからクマン・キプチャク連合がコーカサスとホラズム帝国の政治に干渉した。クマン人は、中世のバルカン半島に永続的な影響を及ぼしたユーラシアステップの猛烈で手ごわい遊牧民戦士であった。多人数の集団で、文化的に洗練されており、軍事的に強力であった。
チュルク語において、qu、qun、qūn、quman、qomanなどの単語は、黄色系統の色を指しており、「淡いクリーム色」、「淡い黄色」、または「黄色がかった灰色」の意味となる。この単語が民族名となった理由としては、以下の説がある。
- クマン人に金髪が多かったためとする説。これが最も有力な説とされる。
- クマン人が乗っていた馬の色に由来する説。アハルテケなどの中央アジアに産する馬の品種では、白に近い黄色が見られる。
- クマン人が持っていた伝統的な水瓶の名に由来する説。
- 「力」を表すチュルク語に由来する説。

多くのクマン人が最終的に黒海の西に定住し、キエフ大公国、ハールィチ・ヴォルィーニ大公国、ジョチ・ウルス、第二次ブルガリア帝国、セルビア王国、ハンガリー王国、モルダビア、グルジア王国、東ローマ帝国、ニカイア帝国、ラテン帝国、ワラキア等々の政治に、クマン人が影響を与えた。クマン人はまた、第4回十字軍と、第二次ブルガリア帝国の創設において重要な役割を果たした。クマン族とキプチャク族が政治的に参加し、クマンとキプチャクの連合を結成した。ハンガリー王ラースロー4世の母エルジェーベトは、ハンガリーに移住したクマンの族長の娘である。
クマン語はいくつかの中世の文書で証明されており、初期のチュルク語の中で最もよく知られている。  Codex Cumanicusは、カトリックの宣教師がクマンの人々とコミュニケーションをとるのを助けるために書かれた言語マニュアルである。